# Tournoi de Bruxelles de football
Le Belgian International Football Tournament ou Iris Cup est une nouvelle compétition estivale de football, créé en 2011 durant le mois de juillet, devant se tenir à l'origine au Stade Roi-Baudouin à Bruxelles. Mais à la suite d'une décision de police, le tournoi se déroula à Tubize (Belgique).

## Édition 2011[2]
Les équipes invitées pour l'édition 2011, sont trois formations en lice pour la prochaine Ligue des Champions, à savoir,: Les Belges du Standard de Liège, les Néerlandais du FC Twente et les Turcs du Fenerbahçe SK.

Cette première édition a vu la victoire finale du Fenerbahçe grâce à sa différence de buts particulière.
| Rang | Équipe            | Pts | J | G | N | P | Bp | Bc | Diff |
| ---- | ----------------- | --- | - | - | - | - | -- | -- | ---- |
| 1    | Fenerbahçe SK     | 3   | 2 | 1 | 0 | 1 | 6  | 5  | +1   |
| 2    | Standard de Liège | 3   | 2 | 1 | 0 | 1 | 4  | 3  | +1   |
| 3    | FC Twente         | 3   | 2 | 1 | 0 | 1 | 4  | 6  | -2   |

| 14 juillet 2011 20:00 | Fenerbahçe SK       | 3 - 4 | FC Twente                                     | Stade Leburton, Tubize |  |
|                       | Şentürk 43e 71e 79e |       | 2e Tiendalli · 15e Berghuis · 18e 37e de Jong |                        |  |

| 15 juillet 2011 18:00 | Standard de Liège                    | 3 - 0 | FC Twente | Stade Leburton, Tubize |
|                       | Tchité 17e · Goreux 46e · Camara 52e |       |           |                        |

| 16 juillet 2011 20:00 | Standard de Liège | 1 - 3 | Fenerbahçe SK                        | Stade Leburton, Tubize |  |
|                       | Batshuayi 6e      |       | 1re Güiza · 20e Baroni · 90e Şentürk |                        |  |